# Sutomišćica
Sutomišćica ist eine kleine touristische Siedlung und kleiner Hafen an der Ostküste der kroatischen Insel Ugljan, einer der zahlreichen Inseln des Archipels von Zadar. Die Siedlung entstand an der gleichnamigen Bucht, die 2 km vom Fährenanlegeplatz entfernt ist.
In Sutomiscica finden sich zahlreiche Barockferienhäuser der Familie Lantana aus Zadar aus dem 17. Jahrhundert.
Koordinaten: 44° 5′ N, 15° 11′ O